# Jean Clerfeuille
Jean Clerfeuille, né le 27 décembre 1909 à Auxerre et mort le 27 janvier 2015  à Nantes, est un dirigeant sportif français. Il a été président du Football Club de Nantes de 1959 à 1968.

## Biographie
Installé à Nantes en 1934, Jean Clerfeuille est agent commercial puis directeur commercial dans l'agroalimentaire, chez Lesieur, avant de créer son entreprise de représentation de produits alimentaires,.

### FC Nantes
En 1959, il est nommé président du FC Nantes en remplacement du banquier Charles Stéphan qui avait été imposé par la mairie de Nantes.
Lors de sa seconde saison en tant que président, en 1960, il engage José Arribas qui initie le jeu à la nantaise. Sa présidence est marquée par l'accession du club à la première division en 1963 et l'obtention de ses deux premiers titres de champion de France remportés successivement en 1965 et 1966.
À la suite des critiques concernant sa gestion, il est remplacé par Louis Fonteneau en 1968.